# Microsoft Odyssey
Windows Odyssey — отмененная операционная система семейства Windows NT, которая разрабатывалась корпорацией Microsoft с 1999 по январь 2000 года.

## История
Разработка Windows XP началась 5 февраля 1999 года под кодовым названием Windows Neptune, примерно в это же время началась разработка и Windows Odyssey.
Odyssey должна была стать системой-преемником Windows 2000, рассчитанной на бизнес-пользователей. В свою очередь, Neptune рассматривался, как домашняя версия Odyssey.
Windows Odyssey была отменена в январе 2000 года, после того, как Microsoft объединили команды, работающие над Odyssey и Neptune, что в конечном счёте вылилось в Whistler, а затем и в XP.

## Сборки
Считается, что ни одной сборки данного проекта не было скомпилировано. Кроме того, неизвестны даже предполагаемые изменения, которые должны были быть включены в данную операционную систему.